# Bitva u Arcole
Bitva u Arcole proběhla 15. – 17. listopadu 1796 mezi Arcole a Veronou. Střetl se zde generál Napoleon Bonaparte s rakouským polním maršálem Alvinczym, který nahradil neúspěšného Wurmsera po bitvě u Castiglione.

## Průběh
Bitva vypukla 15. listopadu francouzským útokem na arcolský most. Francouzi se ale museli pod stálou rakouskou dělostřeleckou palbou stáhnout. Napoleon podobně jako při obléhání Toulonu, nehledě na nebezpečí, uchopil prapor, postavil se do čela svých vojáků a vrhl se na most s výkřikem: „Nejste snad už bojovníci od Lodi?!“ Francouzi uprostřed mostu couvli před rakouským protiútokem. V nastalém zmatku spadl Bonaparte do vody, ale na poslední chvíli ho zachránil generál Belliard. Při bitvě se zranil budoucí maršál Lannes, Bonapartův přítel. Napoleonův pobočník Murion byl usmrcen, když chránil velitele vlastním tělem. Napoleon se ale nakonec arcolského mostu zmocnil, čímž bitvu vyhrál.